# Analogue: A Hate Story
Analogue: A Hate Story (アナログ:ア・ヘイト・ストーリー)は2012年にカナダのChristine Loveがインディーデベロッパーを務めるLove Conquers All Gamesが制作したSFアドベンチャーゲームであり、2013年8月20日には続編である『Hate Plus』が発売された。
また、2014年12月4日からPLAYISMより日本語版が発売され、Steamキーが同梱されているためSteamからもプレイ可能である。

## ストーリー
プレイヤーは数千年消息を絶っていたムグンファという宇宙船の調査依頼を請け、宇宙船のシステムに外部からアクセスする事によりムグンファの女性型インターフェイスAIであるヒョネと共に宇宙船内の人物や出来事を解明して行く。宇宙船に残る数千年分のログを読み解く事によって、消息を絶っていたムグンファに何が起きたのかを突き止める事が目的となる。物語は李氏朝鮮王朝を基盤としており、独特のジェンダーを持つ社会が大きなキーワードとなっている。

## ゲーム内容
基本的にはAIであるヒョネとミュートに手助けによって宇宙船ムグンファのデータベースに登録されている書簡や報告書を読み進めるADVパートと、コマンドプロンプトのような画面で進行するオーバーライドパートの二種類で進行する。AIとの対話はYESとNOの二択となり、ログの内容やプレイヤー・AIについてコミュニケーションを深める事で様々な要素や新しいログが解放される。
エンディングが複数用意されるマルチエンディング方式であり、Steam版については実績システムにも対応している。

## 登場人物
主人公
プレイヤーであり、漂流している宇宙船ムグンファの調査を請け負い外部からのアクセスを試みる。
ヒョネ
ムグンファに搭載されている女性型のインターフェイスAI。よくコスプレをする。
ミュート
ヒョネと同じくムグンファに搭載されている女性型のインターフェイスAIであり、ムグンファのセキュリティ担当。

## 用語
ムグンファ
ストーリーの要となる多世代型宇宙船。数千年消息を絶っており、内部でどのような事が起きていたのかを突き止めるのがプレイヤーの目的となる。
オーバーライド
ムグンファへの外部アクセス機能であり、AIや宇宙船の機能変更などが行える。

## 開発
制作者でありインディーデベロッパーを務めるChristine Loveは「何故カナダ人である貴方が韓国の歴史についてのゲームを作ったのか」とする質問について、李氏朝鮮について学んでいたとき、社会での女性の扱われ方について非常に衝撃を受けた事がゲーム制作の動機になった事を語っている。

## 評価
IGNの今井晋は、「本作はどちらかと言えばテキストベースのアドベンチャーゲームであり純粋な意味でのビジュアルノベルではないが、作者は日本のビジュアルノベルの文脈を咀嚼し、二次元の美少女キャラを大胆な形で取り上げ、ストーリーの語り口は非常に興味深かった」と評価した。